# Registri Ecclesiae Carthaginensis Excerpta
Die Registri Ecclesiae Carthaginensis Excerpta, auch als Collectio Concilii Carthaginensis XVII oder früher Codex canonum ecclesiae Africanae bekannt, sind eine kleine Kanones-Sammlung des 5. Jahrhunderts aus Nordafrika, die auf dem 17. Konzil von Karthago 419 bestätigt wurde. Nur ein kleiner Teil der 100 Kanones wurde in Karthago neu beschlossen, die allermeisten bestätigen die Beschlüsse anderer afrikanischer Konzilien der Jahre 393 bis 418. Die Bezeichnung als Excerpta geht auf Cross zurück und bezieht sich auf eine heute verlorene Quelle (das Registrum) der Sammlung.
Die Excerpta wurden nicht nur in Nordafrika, sondern auch in Spanien, Gallien und Italien sowie im östlichen Mittelmeerraum weithin rezipiert. Dionysius Exiguus entnahm den Excerpta viele Kanones für seine eigene Sammlung, die zweite Fassung der Collectio Dionysiana, und über diese blieben die afrikanischen Konzilsbeschlüsse in vielen lateinischen Rechtssammlungen erhalten. Im Osten war es Johannes Scholastikos, der die Excerpta ins Griechische übersetzte, in seine eigene Synagoge einfügte und so für ihre Rezeption in weiteren Sammlungen sorgte.
In der Collectio Dionysiana und ihr folgend vielen anderen Sammlungen werden die Kanones aus dieser Collectio pauschal als Beschlüsse eines Konzils der afrikanischen Kirche bezeichnet. Die veraltete Bezeichnung Codex canonum ecclesiae Africanae geht auf die editio princeps durch Pierre Pithou zurück.

## Edition
- Registri ecclesiae Carthaginensis excerpta, annis 397–418. In: Charles Munier (Hrsg.): Concilia Africae a. 345–525 (= Corpus Christianorum, Series latina. Band 149). Brepols, Turnhout 1974, S. 182–247.